# Jaquay Walls
Pour les articles homonymes, voir Walls.
Jaquay Walls, né le 3 avril 1978 à Brooklyn dans l'État de New York, est un ancien joueur américain de basket-ball. Il évolue durant sa carrière au poste d'arrière.